# Алісія Паркс
Алісія Паркс (англ. Alycia Parks; 31 грудня 2000) — американська тенісистка.

## Значні фінали

### Турніри WTA 1000

#### Парний розряд: 1 титул
| Результат | Рік  | Турнір          | Поверхня | Партнерка       | Супротивниці                        | Рахунок               |
| --------- | ---- | --------------- | -------- | --------------- | ----------------------------------- | --------------------- |
| Перемога  | 2023 | Cincinnati Open | Хард     | Тейлор Таунсенд | Ніколь Меліхар-Мартінес Еллен Перес | 6–7(1–7), 6–4, [10–6] |

## Фінали турнірів Туру WTA

### Одиночний розряд: 1 титул
| Легенда       |
| ------------- |
| Grand Slam    |
| WTA 1000      |
| WTA 500       |
| WTA 250 (1–0) |

| За поверхнею |
| ------------ |
| Хард (1–0)   |
| Грунт (0–0)  |
| Трава (0–0)  |
| Килим (0–0)  |

| Результат | В–П | Дата     | Турнір                 | Статус  | Поверхня | Супротивниця   | Рахунок       |
| --------- | --- | -------- | ---------------------- | ------- | -------- | -------------- | ------------- |
| Перемога  | 1–0 | Лют 2023 | WTA Lyon Open, Франція | WTA 250 | Хард (з) | Каролін Гарсія | 7–6(9–7), 7–5 |

### Парний розряд: 3 (2 титули)
| Легенда        |
| -------------- |
| Grand Slam     |
| WTA 1000 (1–0) |
| WTA 500 (1–0)  |
| WTA 250 (0–1)  |

| За поверхнею |
| ------------ |
| Хард (2–0)   |
| Грунт (0–0)  |
| Трава (0–1)  |
| Килим (0–0)  |

| Результат | В–П | Дата     | Турнір                              | Статус   | Поверхня | Партнерка       | Супротивниці                        | Рахунок               |
| --------- | --- | -------- | ----------------------------------- | -------- | -------- | --------------- | ----------------------------------- | --------------------- |
| Перемога  | 1–0 | Жов 2022 | Ostrava Open, Чехія                 | WTA 500  | Хард (i) | Кеті Макнеллі   | Аліція Росольська Ерін Рутліфф      | 6–3, 6–2              |
| Поразка   | 1–1 | Чер 2023 | Birmingham Classic, Велика Британія | WTA 250  | Трава    | Сторм Гантер    | Марта Костюк Барбора Крейчикова     | 2–6, 6–7(7–9)         |
| Перемога  | 2–1 | Сер 2023 | Cincinnati Open, США                | WTA 1000 | Хард     | Тейлор Таунсенд | Ніколь Меліхар-Мартінес Еллен Перес | 6–7(1–7), 6–4, [10–6] |

## Фінали турнірів WTA 125

### Одиночний розряд: 2 титули
| Результат | В–П | Дата     | Турнір                         | Поверхня | Супротивниця      | Рахунок       |
| --------- | --- | -------- | ------------------------------ | -------- | ----------------- | ------------- |
| Перемога  | 1–0 | Гру 2022 | Andorra Open, Андорра ла Велла | Хард (i) | Ребекка Петерсон  | 6–1, 6–4      |
| Перемога  | 2–0 | Гру 2022 | Open Angers, Франція           | Хард (i) | Анна-Лена Фрідзам | 6–4, 4–6, 6–4 |

### Парний розряд: 3 (2 титули)
| Результат | В–П | Дата     | Турнір                      | Поверхня | Партнерка      | Супротивниці                           | Рахунок                |
| --------- | --- | -------- | --------------------------- | -------- | -------------- | -------------------------------------- | ---------------------- |
| Перемога  | 1–0 | Лис 2022 | Midland Tennis Classic, США | Хард (i) | Ейджа Мухаммад | Анна-Лена Фрідзам Надія Кіченок        | 6–2, 6–3               |
| Перемога  | 2–0 | Гру 2022 | Open Angers, Франція        | Хард (i) | Чжан Шуай      | Міріам Колодзєйова Маркета Вондроушова | 6–2, 6–2               |
| Поразка   | 2–1 | Тра 2023 | Clarins Open Paris, Франція | Ґрунт    | Надія Кіченок  | Анна Даніліна Віра Звонарьова          | 7–5, 6–7(2–7), [12–14] |